# Richard Onslow (avocat)
Pour les articles homonymes, voir Richard Onslow.
Richard Onslow, né en 1527 ou 1528 et mort dans le village de Harnage dans le Shropshire le 2 avril 1571, est un homme politique et avocat anglais.

## Biographie
Il étudie le droit au Inner Temple, l'un des Inns of Court de Londres, et devient barrister (avocat plaidant). En 1556 il est temporairement emprisonné à la prison de la Fleet après avoir pris part à une rixe dans les locaux de l'Inner Temple. En 1558 il est élu une première fois député à la Chambre des communes du Parlement d'Angleterre, où il représente le bourg de Steyning. Il siège pour Aldborough au parlement de 1559, le premier du règne d'Élisabeth Ire. En 1561 il devient clerc du conseil du duché de Lancastre, fonction qu'il occupera jusqu'à sa mort. En 1562 il devient parallèlement juge de paix pour le Shropshire. Il est à nouveau député de Steyning au parlement de 1563.
Cette même année il devient recorder (juge) de Londres. Il quitte cette fonction en juin 1566 lorsqu'il est nommé solliciteur général. De par ce poste, il est appelé à siéger à la Chambre des lords, bien qu'étant toujours député de Steyning, le parlement convoqué en 1563 n'ayant pas été dissous. À la mort en juillet du président de la Chambre des communes Thomas Williams, le Conseil privé demande toutefois aux communes d'élire Richard Onslow à sa succession. La tradition veut alors qu'un candidat prononce un discours arguant contre sa propre élection, et Richard Onslow souligne que sa fonction de solliciteur général (et donc de membre du gouvernement) est incompatible avec l'exercice impartial de la présidence de la Chambre. Il demande et obtient, chose rare, qu'un vote formel ait lieu ; les députés l'élisent par quatre-vingt-deux voix contre soixante-dix.
L'assemblée qu'il préside s'avère difficile à gérer. Une faction importante de députés souhaite presser la reine de se marier et de produire un héritier ; d'autres insistent pour débattre principalement de politique religieuse, alors que les Trente-neuf articles de 1563 ont eu vocation à clore des décennies de volte-face autour de la religion d'État, et à établir clairement la doctrine de l'Église d'Angleterre. Richard Onslow « maintient le contrôle » sur cette Chambre tumultueuse. À la clôture de ce parlement en janvier 1567, toutefois, il prononce un discours appelant la reine à se marier, en accord avec les souhaits de la Chambre. Exprimant ses convictions puritaines, il estime qu'il est du devoir du monarque de débarrasser l'Église de tout cérémonial superflu et « contraire à la parole de Dieu ». Il défend le principe de la monarchie héréditaire, tout en rappelant que les prérogatives du souverain, bien qu'importantes, ne lui permettent pas d'« agir selon son bon plaisir » en dehors du cadre de la common law, « fondée sur les lois de Dieu et de la nature ». La reine exprime son irritation, mais la carrière de Richard Onslow ne semble pas en avoir été affectée ; il est nommé membre de diverses commissions officielles dans les années qui suivent.
Fin mars 1571, lors d'une visite auprès de son oncle à Shrewsbury, il contracte la peste bubonique, dont il meurt en quelques jours. Il est inhumé à l'église de Shrewsbury. Richard Onslow, 1er baron Onslow et Arthur Onslow, hommes d'État du XVIIIe siècle, sont des descendants de son fils Edward.